# Arisaema sikokianum
Arisaema sikokianum är en kallaväxtart som beskrevs av Adrien René Franchet och Paul Amédée Ludovic Savatier. Arisaema sikokianum ingår i släktet Arisaema och familjen kallaväxter. Inga underarter finns listade.

## Bildgalleri

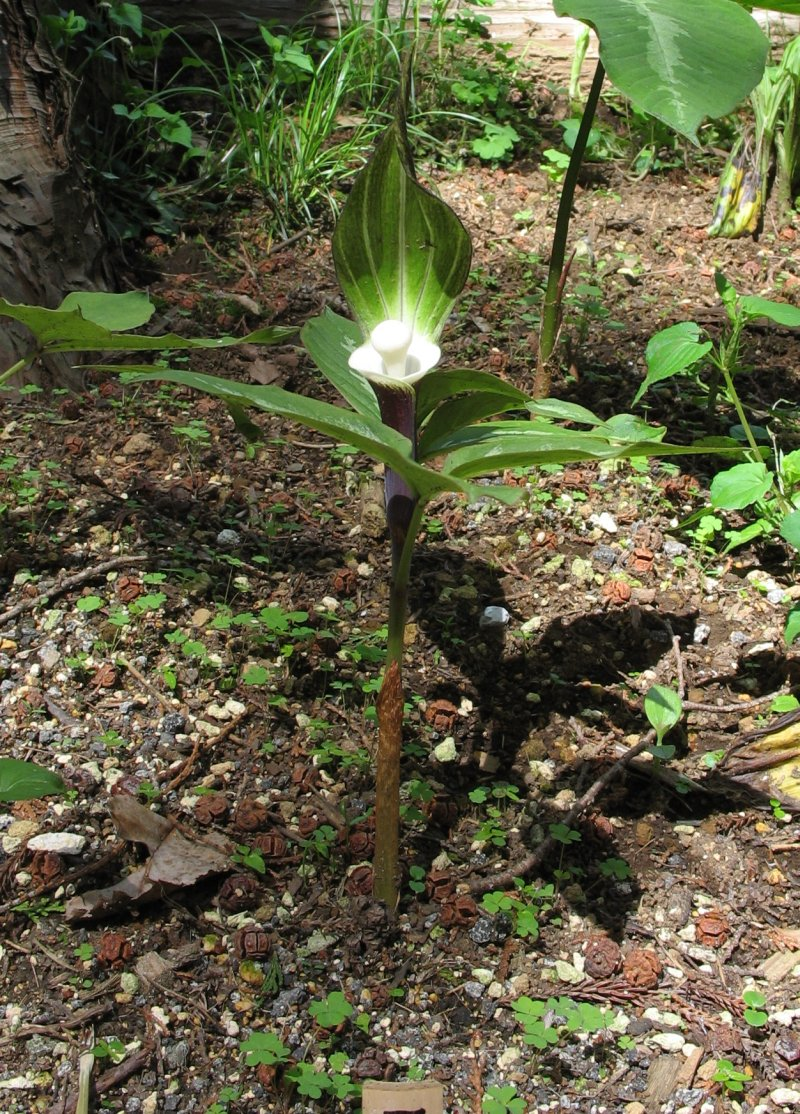
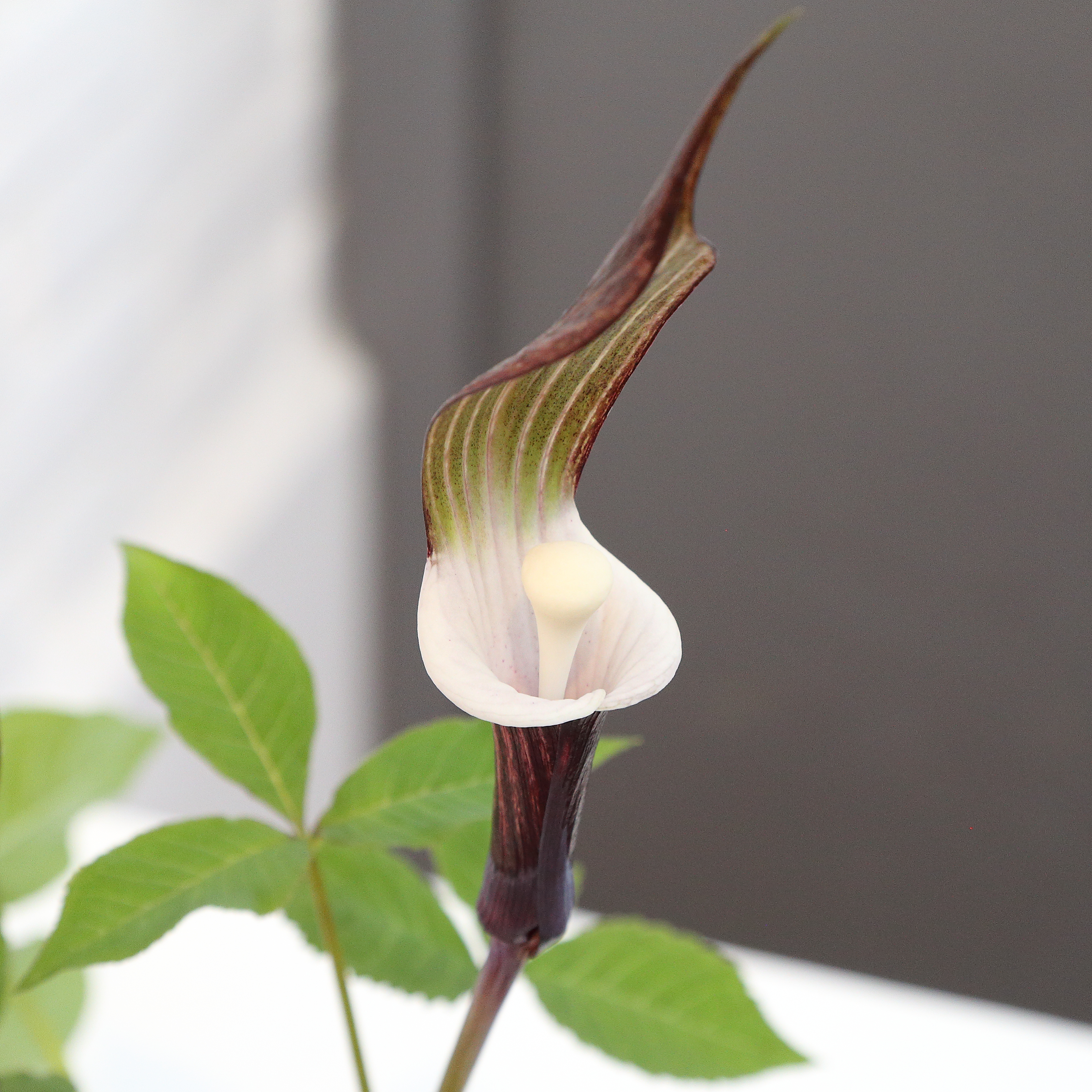
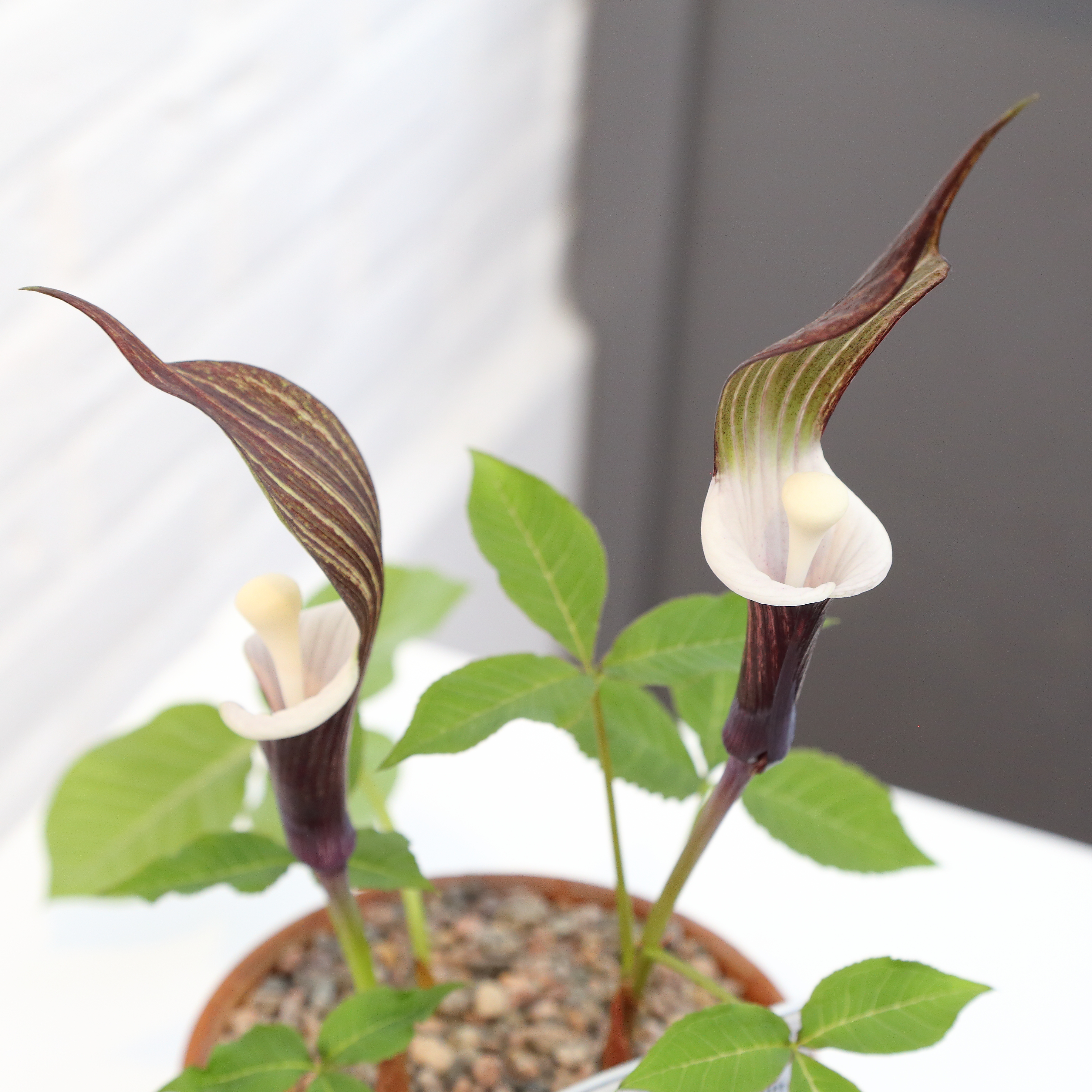
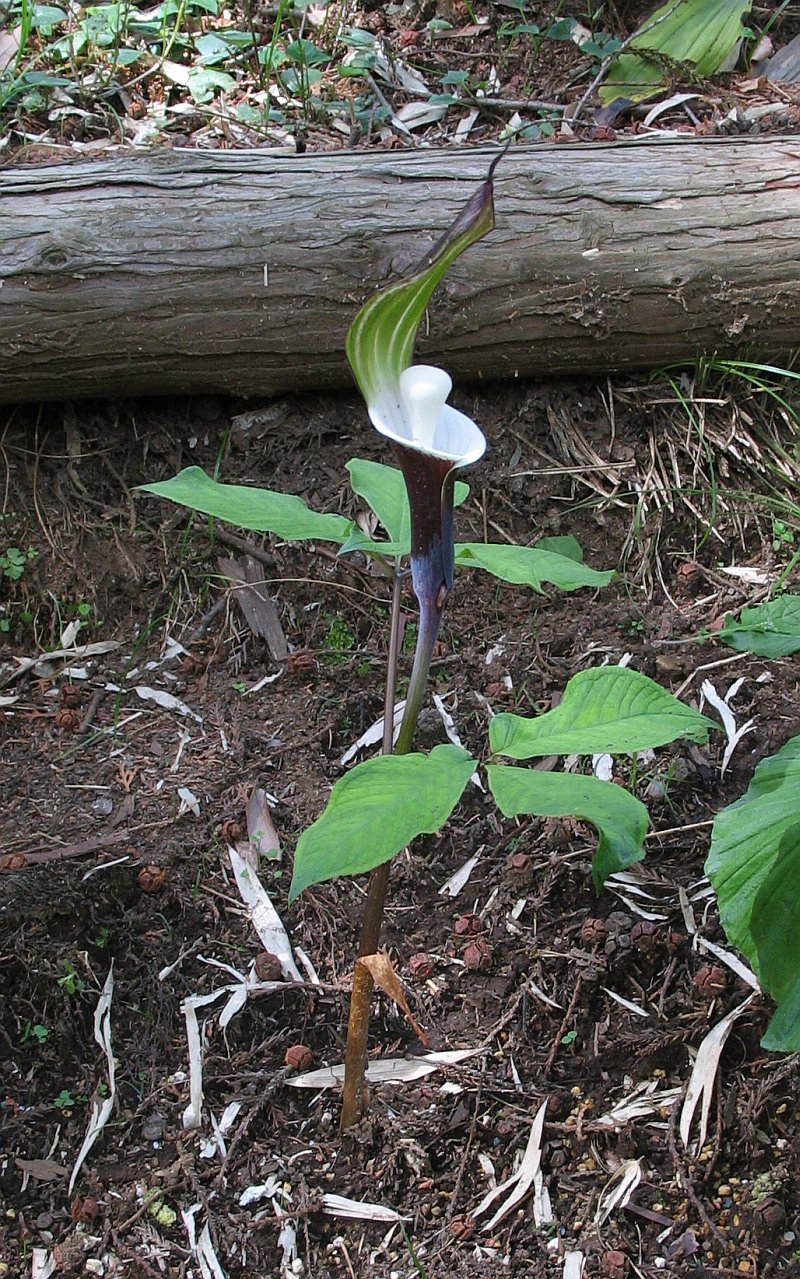
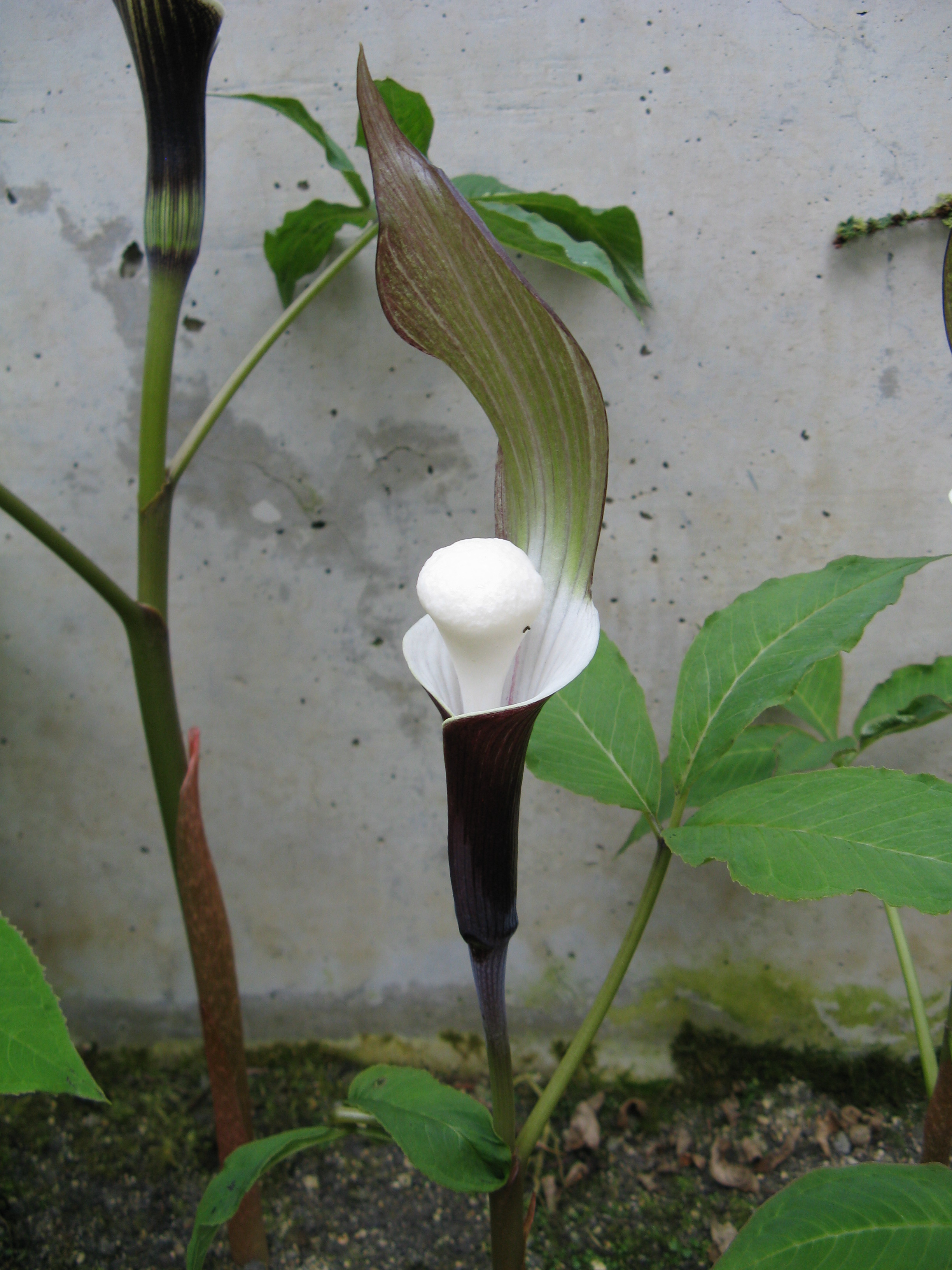
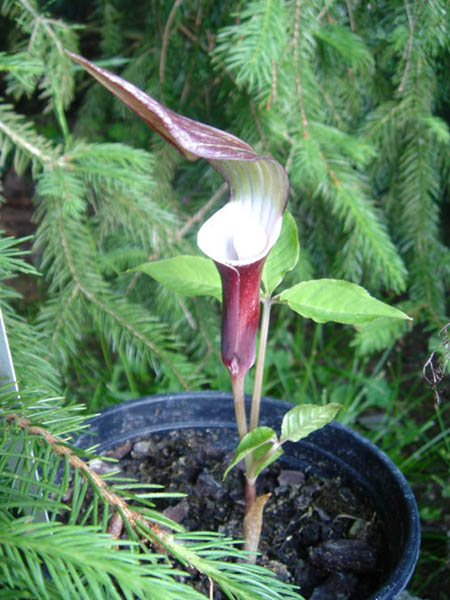